# Desa Cinangka (administrativ by i Indonesien, Jawa Barat, lat -6,59, long 106,70)
Desa Cinangka är en administrativ by i Indonesien.   Den ligger i provinsen Jawa Barat, i den västra delen av landet, 40 km söder om huvudstaden Jakarta.